# 聯合國安全理事會第1093號決議
聯合國安全理事會第1093號決議，是聯合國安全理事會於1997年1月14日一致通过的決議案。安理會回顧過去與克羅埃西亞有關的決議案，包括第第779號（1992年）、第981號（1995年）、第1025號（1995年）、第1038號（1996年）與第1066號（1996年）等案，決定授權聯合國普羅夫拉卡觀察團繼續監視克羅埃西亞普雷夫拉卡半島地區非軍事化進度，期限至1997年7月15日止。
安理會注意到克羅埃西亞總統與南斯拉夫聯盟共和國（塞爾維亞、蒙特內哥羅），對於普雷夫拉卡半島非軍事化達成協議，以及該協議緩和區域緊張局勢的貢獻。讓安理會關切的是，聯合國劃定的緩衝區內發生違法行徑，包括限制出入境自由等，加劇緊張局勢。1996年8月23日，雙方簽署外交關係正常化協議，承諾和平解決爭端。
安理會透過這份決議，促請雙方落實執行外交關係正常化協議、不使用暴力解決爭端、保障聯合國觀察團的出入境自由，並排除地雷。決議案也要求聯合國秘書長科菲·安南於1997年7月5日前，向安理會報告雙方爭端的和平解決方案推動進展。最後，安理會也要求第1088號決議（1996年）所授權部署的穩定部隊與聯合國普羅夫拉卡觀察團合作，推動該地區和平進展。

## 外部連結
- 维基文库中的相關文獻：聯合國安全理事會第1093號決議
- 聯合國安理會第1093號決議案文本 （页面存档备份，存于） （阿拉伯文）（简体中文）（英文）（法文）（俄文）（西班牙文）